# Celama taeniata
Celama taeniata är en fjärilsart som beskrevs av Pieter Cornelius Tobias Snellen 1875. Celama taeniata ingår i släktet Celama och familjen trågspinnare. Inga underarter finns listade i Catalogue of Life.